# Sillée
Dans la mythologie grecque, Sillée (en grec ancien Συλέα / Suléa) est la fille du roi Corinthos (de), la femme du brigand Procuste et la mère de Sinis,.

### Sources antiques
1. ↑  Pseudo-Apollodore, Bibliothèque [détail des éditions] [lire en ligne], III, 16, 2.